# Видобування сланцевої нафти

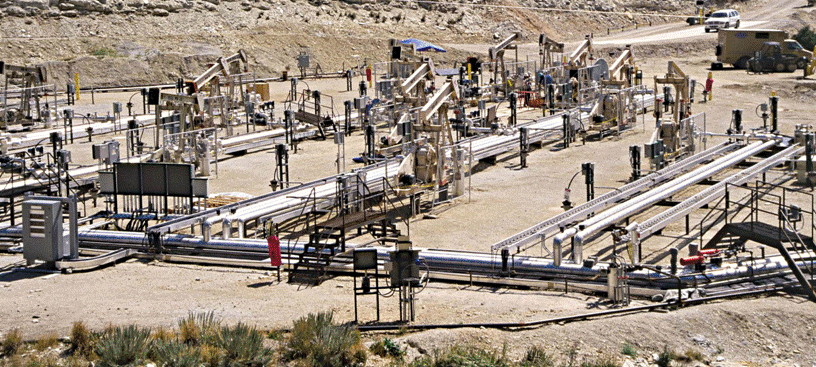
Експериментальна установка фірми Shell видобування сланцевої нафти in situ.

Видобування нафти зі сланців (англ. Shale oil extraction) — промисловий процес нетрадиційного видобування нафти. Видобутий з горючих сланців кероген перетворюють на сланцеву нафту застосуванням піролізу, гідрогенізації або термічної обробки. Отримана сланцева нафта використовується як мазут або після очищення сірчастих та азотних домішок та додавання водню як сировина для нафтопереробки.
Видобування сланцевої нафти зазвичай відбувається на поверхні землі (процес лат. ex situ), спочатку видобувається горючий сланець, та перевозиться на обробку на переробні фабрики. Деякі сучасні технології передбачають видобування нафти під землею (процес лат. in situ), нагріваючи сланці під землею та вибираючи нафту через свердловини.
Найдавніший опис процесу датований X століттям. 1684 р. Велика Британія видала перший патент на процес видобування нафти зі сланців. Видобування нафти зі сланців стало дуже поширеним в XIX столітті. Із відкриттям великих запасів нафти в середині XX століття інтерес до видобування нафти зі сланців став стрімко спадати. Однак, на початку XXI століття, через високі ціни на нафту інтерес став повертатись та стали з'являтись нові технології видобутку.
Станом на 2010 р. промисловий видобуток нафти зі сланців відбувається в Естонії, Бразилії, та Китаї. Економічна ефективність істотно залежить від вартості використаної в процесі видобутку енергії. Питання національної енергетичної безпеки також відіграють важливу роль. Критики видобування нафти зі сланців вказують на проблеми екологічного менеджменту, такі як значні обсяги відходів, інтенсивне використання води, та забруднення повітря.
За даними 2010 року запаси сланцевої нафти у світі становлять приблизно 3 трильйони барелів, більше половини з яких знаходиться в США, що в десятки разів перевищує світове річне споживання нафти.